# Фінал кубка Англії з футболу 1988
Фінал кубка Англії з футболу 1988 — 107-й фінал найстарішого футбольного кубка у світі. У матчі зіграли «Ліверпуль» і «Вімблдон». Гра завершилася з рахунком 1:0 на користь останнього.
Результат фіналу став однією з найбільших сенсацій в історії турніру, оскільки його однозначним фаворитом розглядався «Ліверпуль», що домінував у тогочасному англійському футболі, зокрема ставши тогорічним чемпіоном Англії, у той час як «Вімблдон» лише двому роками раніше вийшов до елітного футбольного дивізіону країни.
Одним з героїв гри став воротар переможців Дейв Бізант, який по ходу гри відбив пенальті. Крім того Бізант став першим воротарем, що мав капітанську пов'язку у складі команди-переможця фіналу Кубка.

## Шлях до фіналу
| «Вімблдон»             | «Вімблдон» | «Вімблдон»               | Раунд           | «Ліверпуль»        | «Ліверпуль» | «Ліверпуль»                             |
| ---------------------- | ---------- | ------------------------ | --------------- | ------------------ | ----------- | --------------------------------------- |
| Суперник               | Результат  | Матчі                    |                 | Суперник           | Результат   | Матчі                                   |
| «Вест-Бромвіч Альбіон» | 4-1        | 4-1 вдома                | Третій раунд    | «Сток Сіті»        | 1-0         | 0-0 на виїзді, 1-0 вдома (перегравання) |
| «Менсфілд Таун»        | 2–1        | 2–1 на виїзді            | Четвертий раунд | «Астон Вілла»      | 2–0         | 2–0 на виїзді                           |
| «Ньюкасл Юнайтед»      | 1–0        | 1-0 на виїзді            | П'ятий раунд    | «Евертон»          | 1–0         | 1–0 на виїзді                           |
| «Вотфорд»              | 2–1        | 2-1 вдома                | Чвертьфінали    | «Манчестер Сіті»   | 4–0         | 4–0 на виїзді                           |
| «Лутон Таун»           | 2–1        | 2–1 на нейтральному полі | 1/2 фіналу      | «Ноттінгем Форест» | 2–1         | 2–1 на нейтральному полі                |

## Матч
| 14 травня 1988 15:00 BST |

| «Ліверпуль» | 0–1      | «Вімблдон» |
| ----------- | -------- | ---------- |
|             | Протокол | Санчес 37' |

| Вемблі, Лондон Глядачів: 98 203 Арбітр: Браян Гілл |

| «Ліверпуль» | «Вімблдон» |

| ВР               | 1  | Брюс Гроббелар  |  |     |
| ПЗ               | 4  | Стів Нікол      |  |     |
| ЦЗ               | 2  | Гері Гіллеспі   |  |     |
| ЦЗ               | 6  | Алан Гансен (к) |  |     |
| ЛЗ               | 3  | Гарі Аблетт     |  |     |
| ППЗ              | 9  | Рей Гафтон      |  |     |
| ЦПЗ              | 5  | Найджел Спекмен |  | 74' |
| ЦПЗ              | 11 | Стів Макмагон   |  |     |
| ЛПЗ              | 10 | Джон Барнс      |  |     |
| НП               | 7  | Пітер Бердслі   |  |     |
| НП               | 8  | Джон Олдрідж    |  | 64' |
| Запасні:         |    |                 |  |     |
| ПЗ               | 12 | Крейг Джонстон  |  | 64' |
| ПЗ               | 14 | Ян Мельбю       |  | 74' |
| Головний тренер: |    |                 |  |     |
| Кенні Далгліш    |    |                 |  |     |

| ВР               | 1  | Дейв Бізант (к) |  |     |
| ПЗ               | 2  | Клайв Гудєар    |  |     |
| ЦЗ               | 5  | Ерік Янг        |  |     |
| ЦЗ               | 6  | Енді Торн       |  |     |
| ЛЗ               | 3  | Террі Фелан     |  |     |
| ЦПЗ              | 10 | Лоурі Санчес    |  |     |
| ЦПЗ              | 4  | Вінні Джонс     |  |     |
| RW               | 8  | Алан Корк       |  | 56' |
| LW               | 11 | Денніс Вайз     |  |     |
| НП               | 7  | Террі Гібсон    |  | 63' |
| НП               | 9  | Джон Фашану     |  |     |
| Запасні:         |    |                 |  |     |
| ЗХ               | 12 | Джон Скейлз     |  | 63' |
| ПЗ               | 14 | Лорі Каннінгем  |  | 56' |
| Головний тренер: |    |                 |  |     |
| Боббі Гоулд      |    |                 |  |     |